# Adélaïde de Normandie (1002-1038)
Pour l’article homonyme, voir Adèle de Normandie.
Adélaïde de Normandie (ou Adelise, ou Aélis), née vers 1002 et morte vers 1038, fut la fille du duc Richard II de Normandie (972-1026) et de Judith de Bretagne (v. 982-1017).

## Famille
Elle épouse Renaud Ier (986-1057), comte de Bourgogne et a les enfants suivants :
- Guillaume Ier de Bourgogne dit le Grand ou Tête Hardie (1020-1087) qui lui succède à son père comme comte de Bourgogne. Il est le père du pape Calixte II ;
- Gui de Brionne ou Gui de Bourgogne (v. 1025-1069), adversaire malheureux de son cousin Guillaume de Normandie (futur Guillaume le Conquérant) à la bataille du Val-ès-Dunes en 1047 ;
- Hugues de Bourgogne, dit de Superalios (v. 1037-v. 1086), vicomte de Lons-le-Saunier, sire de Montmorot, de Navilly et de Scey, marié à Aldeberge de Scey. Ils eurent pour fils Thibert Ier de Montmorot, fondateur de la maison de Montmorot (alias de Montmoret) ;
- Falcon ou Fouques de Bourgogne (au destin inconnu) ;
- Aubrée de Buonalbergo.